# Karoo nama
Il Karoo nama è un'ecoregione dell'ecozona afrotropicale, definita dal WWF (codice ecoregione: AT1314). Deve il nome all'etnia nama.

## Territorio
È un'ecoregione di deserto che occupa una superficie di 351.100 km² dell'altopiano centrale delle tre province del Capo, in Sudafrica, e del sud-est della Namibia.
Confina a nord, da ovest ad est, con il deserto del Namib, la savana alberata della Namibia e la savana xerofila del Kalahari; a nord-est con le praterie dell'Alto Veld, a sud-est con le praterie montane dei monti dei Draghi, a sud con la macchia di Albany e il fynbos e renosterveld di montagna, e ad ovest con il Karoo succulento.
Il bacino del fiume Orange è il principale sistema idrografico della regione. Uno dei suoi affluenti, il Fish, ha scavato un canyon che, con i suoi 160 km di lunghezza, 27 di larghezza e fino a 550 m di profondità, è il più grande dell'Africa, ed il secondo canyon più grande del mondo dopo il Grand Canyon in Arizona (USA).
Il clima è arido. Le siccità sono frequenti, e le temperature subiscono grandi oscillazioni: l'escursione termica tra il giorno e la notte può essere anche di 25 °C; in estate, inoltre, si possono superare i 30 °C, mentre in inverno le gelate sono frequenti. Le precipitazioni si concentrano tra dicembre e marzo, e non superano i 500 mm annui nel nord-est, mentre nel sud-ovest raggiungono a malapena i 100 mm.

## Flora

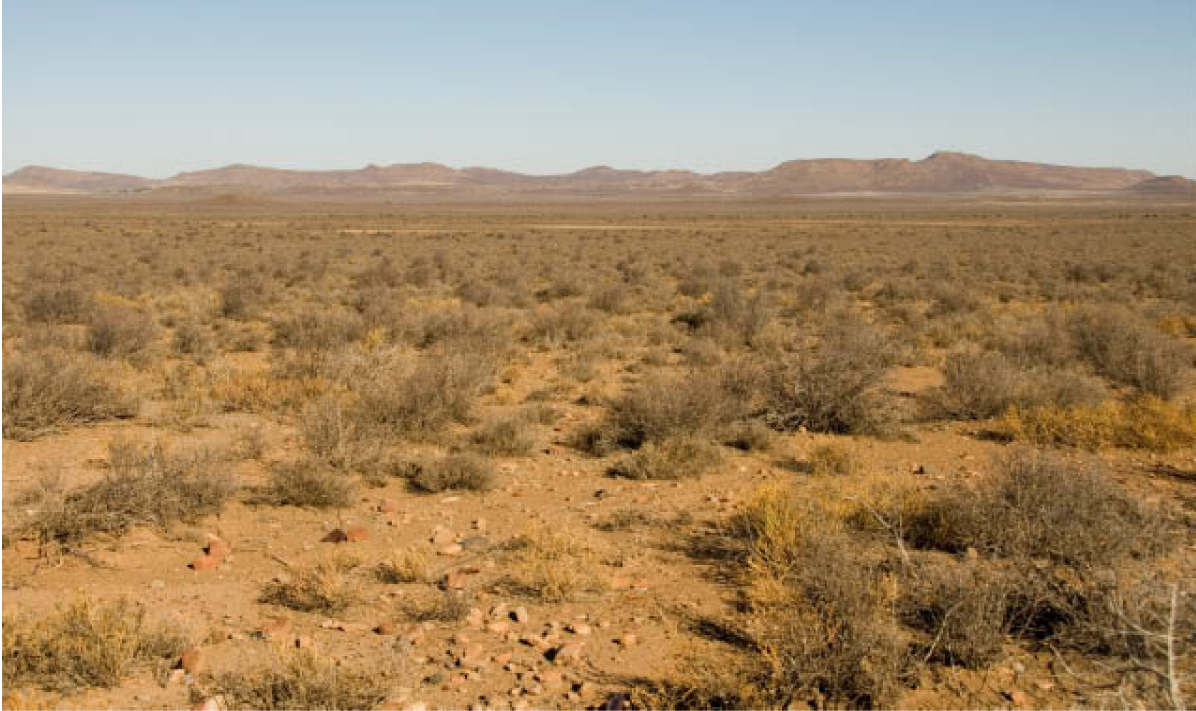
Vegetazione locale

La vegetazione dominante è costituita da erbe emicriptofite e arbusti nani camefiti; questi ultimi sono più abbondanti nelle zone più aride. Tra gli arbusti possiamo citare i generi Drosanthemum, Eriocephalus, Galenia, Pentzia, Pteronia e Ruschia. Le principali erbe perenni sono Aristida, Digitaria, Enneapogon e Stipagrostis.
Gli alberi e arbusti legnosi sono relegati alle vicinanze dei corsi d'acqua: tra essi figurano l'acacia chiamata «spina dolce» (Acacia karroo), l'ebenacea Diospyros lycioides, la malvacea Grewia robusta, l'anacardiacea Searsia lancea e la tamerice Tamarix usneoides.

## Fauna
La fauna del Karoo nama è relativamente povera di specie. Vi sono poche specie prettamente endemiche, in quanto la maggior parte degli animali si spinge nel Karoo provenendo dagli ambienti vicini. Una specie di piccolo mammifero è endemica della regione, la talpa dorata di Visagie (Chrysochloris visagiei). Altri cinque piccoli mammiferi sono quasi endemici: il topo delle rocce di Grant (Aethomys granti), il ratto di Shortridge (Thallomys shortridgei), la lepre dei boscimani (Bunolagus monticularis), il Gerbillurus vallinus e il Petromyscus monticularis. Il vertebrato più seriamente minacciato del Karoo nama è la lepre dei boscimani, classificata come specie in pericolo critico (Critically Endangered) dalla IUCN Red List a causa della distruzione dell'habitat a favore dell'agricoltura. Il quagga (Equus quagga quagga), una sottospecie di zebra comune quasi endemica del Karoo nama, venne cacciato fino all'estinzione nel XIX secolo.
Tra gli uccelli, l'allodola rossiccia (Calendulauda burra) e la calandrella di Sclater (Spizocorys sclateri) sono strettamente endemiche di questa ecoregione, mentre altre cinque specie sono quasi endemiche: la sassicola di Schlegel (Emarginata schlegelii), la sassicola tractrac (Emarginata tractrac), l'usignolo del Karoo (Cercotrichas coryphoeus), il beccamoschino corona castana (Cisticola subruficapilla) e la prinia di Namaqua (Phragmacia substriata). Altre caratteristiche specie del Karoo nama piuttosto rare in Sudafrica sono l'aquila rapace (Aquila rapax), l'aquila marziale (Polemaetus bellicosus), l'albanella africana (Circus ranivorus), il grillaio (Falco naumanni), la gru del Paradiso (Grus paradisea), l'otarda kori (Ardeotis kori) e l'otarda di Ludwig (Neotis ludwigii).
Tra i rettili vi sono almeno 10 specie considerate quasi endemiche dell'ecoregione, ma solo poche sono davvero endemiche, come il camaleonte nano del Karoo (Bradypodion ventrale) e la testuggine di Boulenger (Homopus boulengeri). Molti endemismi, così come altre specie presenti, sono forme relitte di un'epoca caratterizzata da climi più aridi, quando i deserti e le savane di questa regione formavano un tutt'uno con i biomi simili dell'Africa nord-orientale. Questo corridoio arido permise a rappresentanti della flora e della fauna di spostarsi tra le due regioni, ma durante i periodi più umidi la parte centrale del corridoio venne ricoperta dalla savana di miombo e molte specie si trovarono così isolate. Tra le specie che presentano un simile areale discontinuo vi sono l'otocione (Otocyon megalotis), il rospo oliva (Sclerophrys garmani), l'allodola castana (Calendulauda africanoides) e l'allodola di Sabota (Calendulauda sabota).
Tra la metà e la fine del XIX secolo i viaggiatori e i coloni europei furono testimoni delle migrazioni di immense mandrie di milioni di mammiferi erbivori attraverso il Karoo nama. In un caso registrato una mandria impiegò tre giorni per attraversare una piccola cittadina. Si ritiene che queste migrazioni si spostassero seguendo le piogge, che cadono in estate sul Karoo nama e sulle regioni centrali del Kalahari e in inverno sul Karoo succulento. Da allora la caccia e le recinzioni hanno fatto sì che questo fenomeno straordinario cessasse per sempre. Molte specie erano coinvolte in queste migrazioni - gnu striati (Connochaetes taurinus), damalischi dalla fronte bianca (Damaliscus pygargus), quagga (Equus quagga quagga) ed eland (Taurotragus oryx) -, ma gli springbok (Antidorcas marsupialis) erano di gran lunga la specie più numerosa. Gli allevatori, che li consideravano una specie nociva in quanto competevano con le pecore per il pascolo, lo spazio e l'acqua, abbatterono più springbok che poterono, e ne consumavano la carne una volta essiccata e speziata. Questo sterminio, assieme alla perdita dell'habitat dovuta alla costruzione di recinzioni e ad un'epidemia di peste bovina che scoppiò nella regione alla fine del XIX secolo, ridusse drammaticamente il numero di springbok. Attualmente, gli springbok vivono per lo più all'interno di campi recintati, un po' come fossero del bestiame domestico. Fortunatamente, le recinzioni non hanno alcun effetto sugli uccelli, e molte specie, specialmente granivore, si spostano tuttora per centinaia di chilometri alla ricerca dell'acqua piovana (e quindi di cibo).

## Conservazione
La principale minaccia per l'ecoregione è l'allevamento estensivo. Meno dell'1% della regione è protetto. L'unica area protetta di una certa dimensione è il parco transfrontaliero Ai-Ais Richtersveld, che comprende il canyon del fiume Fish e si estende fino all'Orange.